# Loser/Number Nine
„LOSER/Number Nine” (jap. LOSER/ナンバーナイン LOSER/Nambā Nain) – piąty singel japońskiego piosenkarza Kenshiego Yonezu, wydany w Japonii 28 września 2016 roku przez Sony Music Records.
Singel został wydany w trzech edycjach: regularnej (CD) i dwóch limitowanych („LOSER-ban” oraz „Number Nine-ban”). Zadebiutował na 2. pozycji tygodniowej listy Oricon Singles Chart i pozostał na niej przez 45 tygodni. Sprzedał się w nakładzie 66 517 egzemplarzy fizycznych i zdobył status potrójnej platyny za sprzedaż cyfrową tytułowej piosenki.

## Lista utworów
Wszystkie utwory zostały napisane, skomponowane i zaaranżowane przez Kenshiego Yonezu.
| CD | CD                                  | CD                            | CD      |
| Nr | Tytuł utworu                        | Aranżacja                     | Długość |
| -- | ----------------------------------- | ----------------------------- | ------- |
| 1. | „LOSER”                             | Kenshi Yonezu, Kōichi Tsutaya | 4:03    |
| 2. | „Number Nine” (jap. ナンバーナイン) | Kenshi Yonezu, mabanua        | 4:23    |
| 3. | „amen”                              | Kenshi Yonezu                 | 4:34    |

| DVD (Raion-ban) | DVD (Raion-ban)                                   | DVD (Raion-ban) |
| Nr              | Tytuł utworu                                      | Długość         |
| --------------- | ------------------------------------------------- | --------------- |
| 1.              | „LOSER” (Music Video)                             |                 |
| 2.              | „Number Nine” (jap. ナンバーナイン) (Music Video) |                 |

## Notowania
| Lista                             | Pozycja            |
| --------------------------------- | ------------------ |
| Oricon Weekly Singles Chart       | 2                  |
| Billboard Japan Hot 100           | 3 („LOSER”)        |
| Billboard Japan Hot 100           | 29 („Number Nine”) |
| Billboard Japan Hot Singles Sales | 2                  |
| Billboard Japan Hot 100 (2017)    | 62                 |
| Billboard Japan Hot 100 (2018)    | 16                 |
| Billboard Japan Hot 100 (2019)    | 41                 |